# Bni Zrantel
Bni Zrantel (en àrab, بني زرنتل) és una comuna rural de la província de Khouribga, de la regió de Béni Mellal-Khénifra. Segons el cens de 2014, tenia una població total de 6.597 persones.